# Royal Canadian Mounted Police
La Polizia reale canadese a cavallo (in francese: Gendarmerie royale du Canada, in inglese: Royal Canadian Mounted Police) è una forza di polizia canadese a livello federale.
Fu istituita nel 1873 da sir John A. Macdonald, primo ministro del nuovo Dominion canadese, con lo scopo di presidiare la regione delle grandi praterie nell'ovest del Canada, all'epoca dominion dell'Impero britannico. Lo scopo della sua istituzione era di mantenere l'ordine ed il rispetto delle leggi britanniche senza violenza ma con fermezza e convinzione (caratteristiche che renderanno il corpo peculiare nel suo genere).
Attualmente è un corpo di polizia federale con giurisdizione in tutti i territori e le provincie federate del Canada.

## Storia

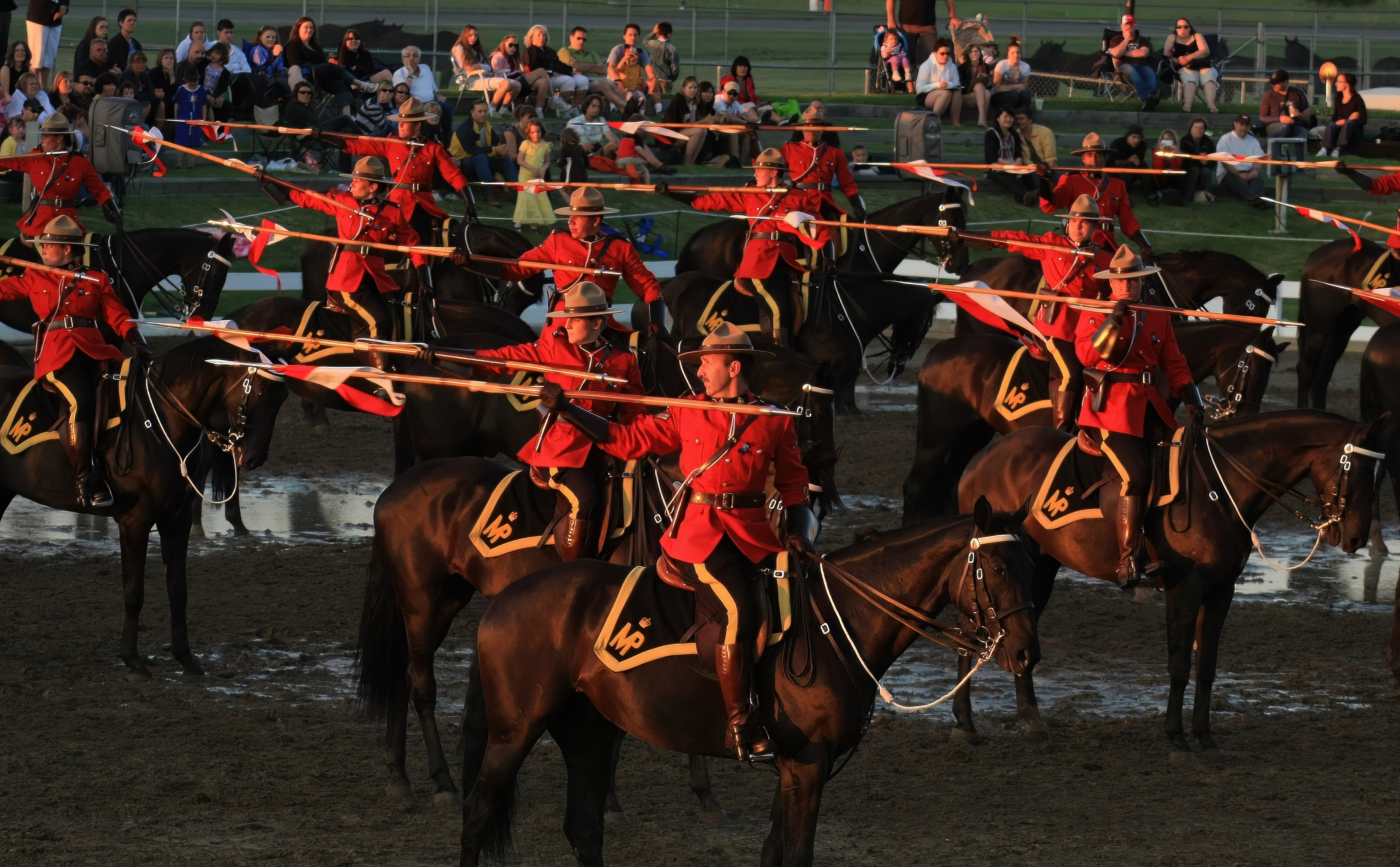
Parata della polizia canadese

A seguito del massacro di Cypress Hills ai danni di alcuni nativoamericani della tribù degli Assiniboine, avvenuto nel 1873 in  località Cypress Hills, tra l'Alberta ed il Saskatchewan, da parte di una banda di cacciatori proveniente da "Fort Whoop-up", il primo ministro Canadese, sir John A. Macdonald, decise di far propria la proposta del colonnello Patrick Robertson-Ross avanzata l'anno precedente e di istituire un corpo di polizia a cavallo che operasse nei territori occidentali del Canada, soprattutto al fine di evitare una guerra indiana provocata dalle continue scorrerie degli avventurieri yankee.
Il nuovo corpo, che era numericamente modesto per evitare che l'istituzione di una grande unità ai confini con gli USA potesse essere interpretata da questi ultimi come una provocazione, fu dotato di una uniforme con la giubba di colore rosso, lo stesso colore che all'epoca vestiva l'esercito di Sua Maestà Britannica. Il primo nome ufficiale assegnato al nuovo corpo di polizia, composto da poco più di trecento unità, fu North-West Mounted Police (Polizia a cavallo del nord-ovest, poi rinominata dal 1901 come Royal Mounted Police con competenza su tutto il Canada), ma ben presto i suoi appartenenti divennero famosi come mounties oppure come red-coats (giubbe rosse).
La NWMP divenne in breve tempo il simbolo dell'Impero britannico negli immensi territori di quella parte del Canada, dove i componenti di questo corpo scelto, per quanto limitato numericamente, assolsero un ruolo fondamentale per la colonizzazione dell'ovest canadese. Essi, in effetti, non furono solo la longa manus armata del potere costituito, ma amministrarono direttamente la giustizia nei reati minori, e soprattutto si frapposero, quale autorevole cuscinetto, fra gli attori principali di una non facile convivenza: indiani e coloni bianchi.

## Operazioni famose
Ben presto divennero famose per le loro spedizioni di pace e controllo della popolazione. Tra i maggiori interventi si ricordano quelli:
- spedizione di Fort Whoop-up: divenuta la base di 200 spacciatori americani di whiskey tra le popolazioni indiane nell'Alberta meridionale, fu centro di disordini e violenze (massacro di 16 donne e bambini Assiniboines). Dopo una lunga marcia di giorni trovarono il forte già abbandonato.
- lo sconfinamento dei Sioux di Toro Seduto: in 5.600 sfuggivano alla vendetta delle truppe americane dopo la battaglia del Little Big Horn (1876). Le guardie si accamparono 100 miglia a sud-est di Fort Walsh e grazie al loro intervento i rapporti tra gli indiani e i canadesi della zona furono sempre buoni e pacifici, finché i Sioux tornarono negli Stati Uniti nel 1881.
- la ribellione del Nord-Ovest: nel 1885 i meticci e le tribù degli Assiniboines e Crees condotte da Louis Riel e dai capi indiani Big Bear e Poundmaker, portò al massacro di Frog Lake: i malumori che portarono alla rivolta meticcia furono provocati dalla penetrazione dei bianchi nelle regioni occidentali che li esautoravano sempre più dal commercio con gli indiani. Riel, capo della rivolta, fu catturato a Batoche, sede dei ribelli e dopo il processo fu impiccato.
- la marcia del Klondike: con la scoperta dei giacimenti auriferi nel 1895 le regioni furono invase da cercatori e avventurieri. Il governo canadese inviò i Mounties per mantenere l'ordine in quelle remote regioni; le truppe percorsero ben 7.728 km (oltre 4.800 miglia) e dal nuovo centro da loro costruito (Fort Cudahy) esercitarono non solo attività di polizia, ma anche amministrativa e civile, stipulando le concessioni aurifere, appianando i contrasti tra i contendenti, cambiando l'oro in valuta.

## Gradi
Ufficiali 
| Spalline | Commissario | Vice Commissario | Assistente Commissario | Sovrintendente capo | Sovrintendente | Ispettore |

Sottufficiali
| Spalline | Sergente maggiore capo | Sergente maggiore di squadra | Sergente maggiore | Sergente di squadra | Sergente | Caporale | Agente | Cadetto |